# 수면 경련
수면 경련(睡眠痙攣)은 사람이 잠들기 시작할 때 발생하는 신체의 짧고 갑작스러운 비자발적 근수축으로, 종종 사람이 잠깐 뛰어올라 갑자기 깨어나게 한다. 수면 경련은 근간대경련이라는 비자발적 근육 경련의 한 형태이다.
신체적으로 수면 경련은 사람이 놀랐을 때 경험하는 "뛰어오르는" 것과 비슷하며, 때로는 떨어지는 감각을 동반한다. 수면 경련은 빠른 심장 박동, 호흡 증가, 땀, 때로는 "특이한 감각적 '충격' 또는 '공허 속으로 떨어지는' 느낌"과 관련이 있다. 또한 생생한 꿈 경험이나 환각을 동반할 수 있다. 불규칙한 수면 일정을 가진 사람들에게서 더 많이 발생한다. 특히 빈번하고 심각할 경우 수면 경련은 수면 시작 불면증의 원인으로 보고되었다.
수면 경련은 흔한 생리적 현상이다. 약 70%의 사람들이 일생에 적어도 한 번은 이를 경험하고 10%는 매일 이를 경험한다. 이는 양성이며 신경학적 후유증을 유발하지 않는다.

## 같이 보기
- 가위눌림
- 근간대경련
- 근선유속성연축
- 렘 수면
- 수면통
- 주기성 사지 운동 장애
- 폭발성 머리 증후군